# قصص القرآن الجزء الثاني (برنامج)
برنامج قصص القرآن (الجزء الثاني) هو برنامج تليفزيوني من تقديم عمرو خالد، يقص من خلاله قصة النبي موسى بالتفصيل، ويستخرج منها القيم المستفادة من القصة. حيث قام عمرو خالد بتصوير 17 حلقة خارجية في مواقع الأحداث التاريخي. والبرنامج من إخراج المخرج السوري محمد بايزيد.

## حلقات البرنامج
- الحلقة الأولى - أيقظ فطرتك
- الحلقة الثانية - بنو إسرائيل العدل
- الحلقة الثالثة - فرعون والمصريون
- الحلقة الرابعة - المولد..التوكل
- الحلقة الخامسة - في بيت فرعون صفات القائد
- الحلقة السادسة - قتل المصري الاختيار
- الحلقة السابعة - مدين (1)
- الحلقة الثامنة - مدين (2)المرونة
- الحلقة التاسعة - جبل الطور
- الحلقة العاشرة - مواجهة فرعون
- الحلقة 11 - السحرة
- الحلقة 12 - مؤمن آل فرعون
- الحلقة 13 - الآيات التسع التحذيرية
- الحلقة 14 - الخروج من مصر
- الحلقة 15 - الميقات..حب الله
- الحلقة 16 - السامري..العزة
- الحلقة 17 - بلعام بن باعوراء..عالج قلبك
- الحلقة 18 - الأرض المقدسة..حب الأقصى
- الحلقة 19 - التيه..اليقين في الله
- الحلقة 20 - موسى والخضر (1)..العلم
- الحلقة 21 - موسى والخضر (2)..الرضا
- الحلقة 22 - بقرة بني إسرائيل
- الحلقة 23 - أسئلة حول قصة موسى عليه السلام
- الحلقة 24 - وفاة هارون عليه السلام..صلة الرحم
- الحلقة 25 - موسى عليه السلام (1)..لقطات رئيسية
- الحلقة 26 - موسى عليه السلام (2)..لقطات رئيسية
- الحلقة 27 - وفاة موسى عليه السلام

## مواعيد بث
عُرض البرنامج يومياً خلال رمضان 2009 في المواعيد والقنوات التالية:
- في 23:00 بتوقيت مكة المكرمة على الرسالة الفضائية ويعاد 1:40 ظهرآ بتوقيت مكة المكرمة.
- في 23:00 بتوقيت مكة المكرمة على فور شباب الفضائية ويعاد 3:30 بعد العصر بتوقيت مكة المكرمة
- في 18:00 بتوقيت مكة المكرمة على المحور الفضائية ويعاد الساعة 1:00 بعد منتصف الليل بتوقيت مكة المكرمة.
- في 16:00 بتوقيت مكة المكرمة على أبوظبي ويعاد 4:00 صباحا بتوقيت مكة المكرمة.
- في 18:00 بتوقيت مكة المكرمة على شام الفضائية ويعاد 2:30 بعد منتصف الليل بتوقيت مكة المكرمة.

## وصلات خارجية
- مشاهدة وتحميل حلقات البرنامج من على موقع الأستاذ عمرو خالد.